# Fontaine-la-Mallet
Fontaine-la-Mallet é uma comuna francesa na região administrativa da Normandia, no departamento de Sena Marítimo. Estende-se por uma área de 6,67 km². Em 2010 a comuna tinha 2 683 habitantes (densidade: 402,2 hab./km²).

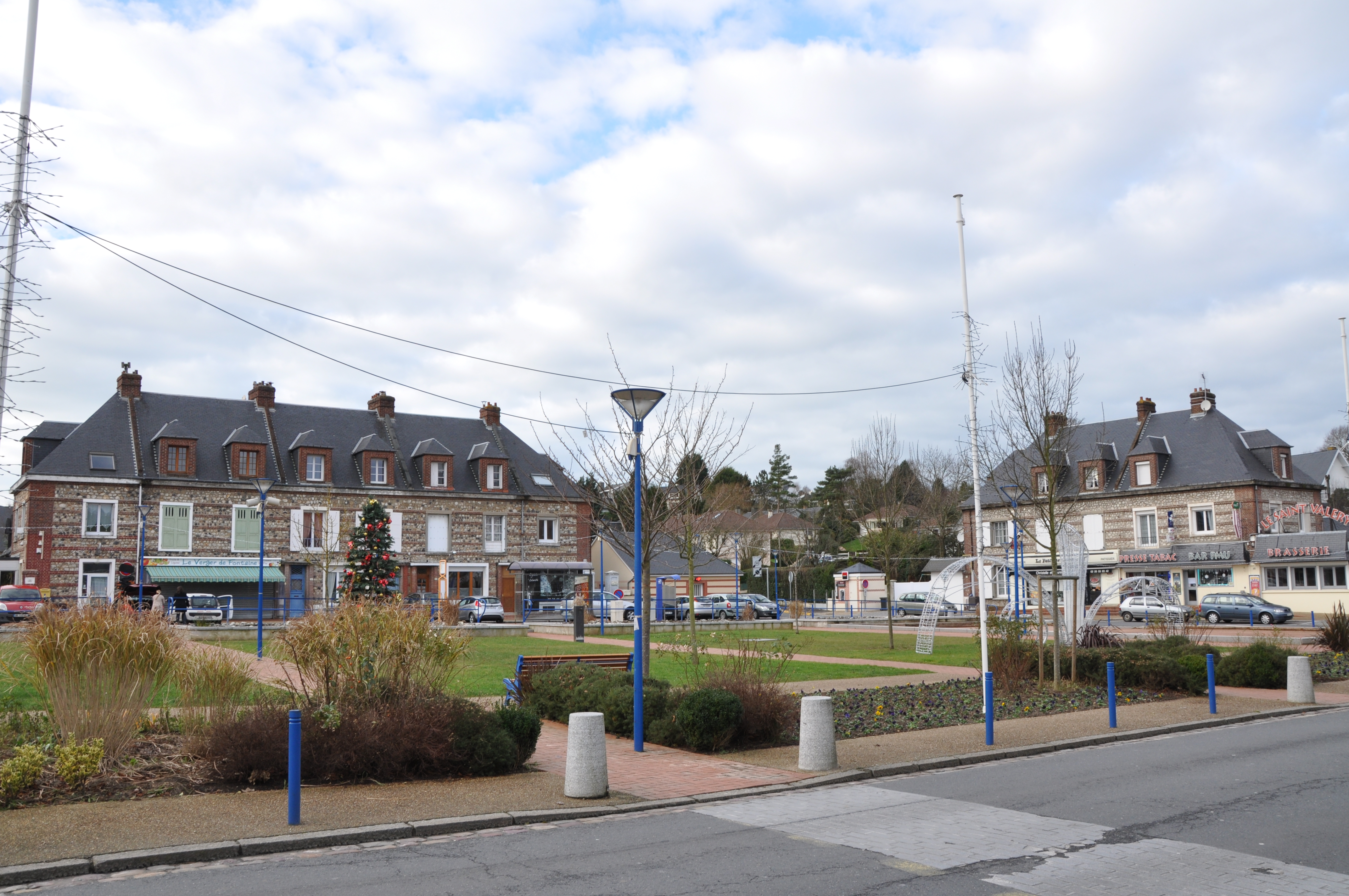
Plaça